# Minerale accessorio
Minerale accessorio è un termine utilizzato in ambito petrologico per indicare quei minerali che sono presenti nelle rocce in piccola quantità ma che non ne modificano le caratteristiche e la classificazione.

## Classificazione

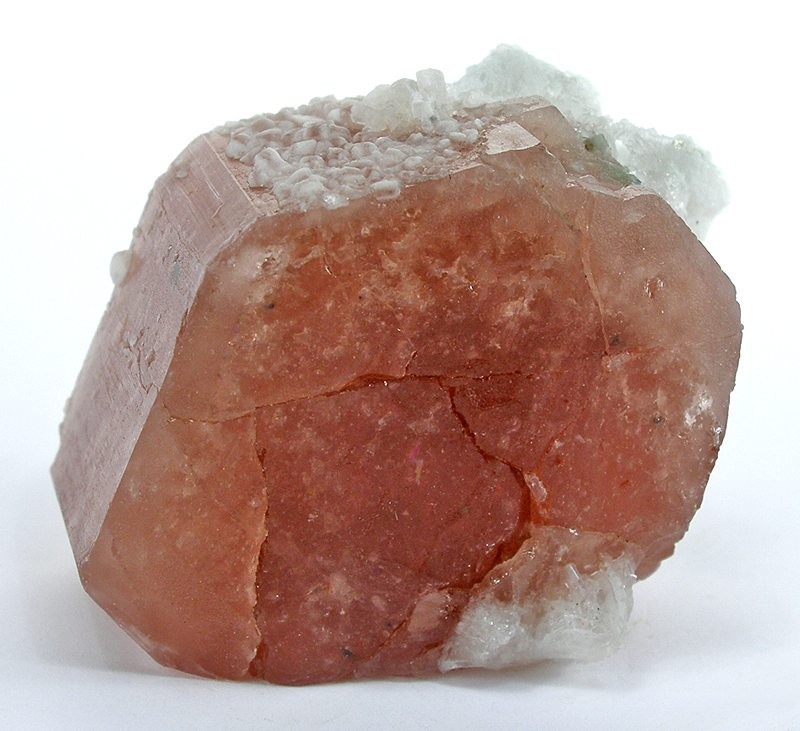
L'apatite, minerale accessorio di varie rocce ignee.

I minerali accessori si differenziano dai minerali accidentali per il fatto che, pur se in piccola quantità, sono sempre presenti in una determinata roccia. La soglia massima di concentrazione per distinguere un minerale accessorio da uno essenziale viene in genere considerata il 5%. 
Un esempio di minerale accessorio è l'apatite (Ca5[PO4]3[F,Cl,OH]), che compare nella maggior parte delle rocce ignee.